# Cali≠gari
Cali Gari (або Cali≠Gari) — японською Visual Kei, експериментальна рок-група, що сформована за концепцією еротичного ґротеску.
Вона була заснована в 1992-му році [Архівовано 10 червня 2008 у Wayback Machine.] і названа на честь фільму жахів «Кабінет доктора Калігарі». Дебютний сингл групи вийшов в 1994-му році. Першим синглом став «Dai 7 Jikkenshitsu Yokokuban -Maguro-», випущений у квітні 2002-го року [Архівовано 10 червня 2008 у Wayback Machine.]. Група зупинила свою діяльність після свого останнього концерту 22-го червня 2003-го року.
Після закриття групи, Shuuji почав сольний проект під назвою «goatbed». Макото і Ао сформували «LAB. THE BASEMENT». Макото відтоді покинув групу, щоб приєднатися до «Cyanotype». У 2004-му році Kenjirou пішов з гурту та об'єднався з Sex Machineguns, де грав протягом двох років, і тепер є живим членом підтримки Coaltar з Deepers.
У квітні 2009-го року група оголосила про возз'єднання і про випуск найкращих хітів «І live-DVDH» [Архівовано 27 квітня 2014 у Wayback Machine.]. Їх офіційний фан-клуб також було відновлено до весни 2010-го року.
До того ж група оголосила про новий повноформатний альбом, 10, який був випущений 26-го серпня 2009-го року [Архівовано 26 квітня 2014 у Wayback Machine.], поряд з подвійним синглом «9 -tou- hen» і «9 School Zone hen», які були випущені на місяць раніше [Архівовано 26 квітня 2014 у Wayback Machine.]. Це перший повноцінний альбом від групи за 6 років.

## Учасники гурту
- Shuuji Ishii — вокал
- Ao Sakurai — гітара
- Kenjirou Murai — бас-гітара
- Makoto Takei — барабани

### Колишні учасники
Kureiju, вокал [Пішов: 1993]

Shin, вокал [Пішов: 1995]

Shuuji, вокал [Пішов: 2000]

Keji, бас-гітара [Пішов: 1996]

Kazuya, бас-гітара [Пішов: 1995]

Katsumi, барабани [Пішов: 1999]
- Shuuji залишив Cali≠Gari 1-го червня 2000-го року і був замінений Шууджі Ісіі. Через їхні однакові імена існувала деяка плутанина на початку, і новий вокаліст, Шууджі Ісіі, завжди представлявся як «the OTHER Shuuji».

## Дискоґрафія
Albums and EPs
- Dai 2 Jikkenshitsu (Серпень 17, 1996)
- Dai 3 Jikkenshitsu (Червень 6, 1998)
- Dai 4 Jikkenshitsu (Грудень 12, 1998)
- Dai 5 Jikkenshitsu (Червень 27, 1999)
- Blue Film (July 7, 2000)
- Saikyouiku -Hidari- (Січень 1, 2001)
- Saikyouiku -Migi- (Січень 1, 2001)
- Dai 6 Jikkenshitsu (Березень 14, 2001)
- Cali Gari Janai Janai (Грудень 20, 2001)
- Dai 7 Jikkenshitsu (Квітень 4, 2002)
- 8 (March 5, 2003)
- Good Bye (Червень 22, 2003)
- 10 (August 26, 2009)
- 11 Janai Ryoshin Ban (Березень 17, 2010)
- 11 (Січень 11, 2012)

Синґли
- «禁色» (Січень 1, 1994)
- «Kimi Ga Saku Yama» Травень 5, 2000)
- «Dai 7 Jikkenshitsu Yokokuban -Maguro-» (Квітень 4, 2002)
- «Dai 2 Jikkenshitsu Kaiteiban» (Червень 16, 2002)
- «Dai 2 Jikkenshitsu Kaiteiban -Kaiteiyokokuban-» (Березень 14, 2002)
- «Shitasaki 3-pun Size» (Жовтень 30, 2002)
- «Seishun Kyousoukyoku» (Лютий 21, 2003)
- «9 -tou- Hen» (Червень 22, 2009)
- «9 School Zone Hen» (Червень 22, 2009)
- «Zoku, Tsumetai Ame» (?, 2009)
- «Trationdemons» (?, 2010)
- «Kyoujin Nikki» (?, 2011)
- «#_2» (Листопад 16, 2011)

## Відеоґрафія
- Soumatou (VHS, Серпень 8, 1998)
- Fuyu no Hi (VHS, Ґрудень 27, 1999)
- Promotion 1 (VHS, Травень 19, 2000)
- Kyuu (DVD, Вересень 21, 2003)